# Sarykum (stacja kolejowa)
Sarykum (kaz. Сарықум, ros. Сарыкум) – stacja kolejowa w miejscowości Sarykum, w rejonie Aktogaj, w obwodzie karagandyjskim, w Kazachstanie. Położona jest na linii Mojynty – Aktogaj, na trasie Nowego Jedwabnego Szlaku.